# 경제가 보인다
경제가 보인다는 KBS 1라디오에서 방송했던 라디오 경제 프로그램이다.

## 역사
1996년 4월 1일 《스튜디오 405 - 경제가 보인다》로 방송을 시작해, 1997년 11월 3일부터 "경제가 보인다"로 제목을 변경하여 역대로 진행자가 변경되어 방송됐으나, 2003년 7월 12일 방송을 마지막으로 7년만에 폐지되었다.

## 역대 방송시간
| 방송 채널   | 방송 기간                         | 방송 시간                       | 제목                         |
| ----------- | --------------------------------- | ------------------------------- | ---------------------------- |
| KBS 1라디오 | 1996년 4월 1일 ~ 1997년 11월 1일  | 월~토요일 오후 4:05 ~ 오후 4:58 | 스튜디오 405 - 경제가 보인다 |
| KBS 1라디오 | 1997년 11월 3일 ~ 2003년 7월 12일 | 월~토요일 오후 4:10 ~ 오후 4:58 | 경제가 보인다                |

## 역대 진행자

### 스튜디오 405 - 경제가 보인다
- 1996년 4월 1일 ~ 1997년 11월 1일 : 강영철 박사

### 경제가 보인다
- 1997년 11월 3일 ~ 2002년 10월 19일 : 故 박태남 前 아나운서
- 2002년 10월 21일 ~ 2003년 7월 12일 : 성기영 아나운서

## 지역 방송국 프로그램
| 방송국  | 프로그램 타이틀                      | 진행자         |
| ------- | ------------------------------------ | -------------- |
| KBS춘천 | 강원 동서남북                        | 윤석황         |
| KBS원주 | 강원 동서남북                        | 윤석황         |
| KBS대구 | 생활 상담실                          | 이종태         |
| KBS광주 | 라디오는 내친구                      | 박재효         |
| KBS대전 | 김진형, 양민오의 라디오에 물어보세요 | 김진형, 양민오 |
| KBS울산 | 라디오 동서남북                      | 정용조         |
| KBS전주 | 아름다운 전북, 아름다운 사람들       | 김수진         |
| KBS청주 | 라디오 충북시대                      | 엄태진         |